# لو لين
لو لين (بالصينية: 卢琳) (3 فبراير 1985 في الصين - ) هو لاعب كرة قدم صيني في مركز الوسط. شارك مع منتخب الصين تحت 20 سنة لكرة القدم. أما مع النوادي، فقد لعب مع غوانغجو إفرغراند تاوباو ونادي غوانغجو آر أند إف وShaanxi Wuzhou F.C. ‏.

## وصلات خارجية
- لو لين على موقع الاتحاد الدولي (مؤرشف)  (الإنجليزية)
- لو لين على موقع قاعدة بيانات كرة القدم.إي يو (الإنجليزية)
- لو لين على موقع Soccerway.com (الإنجليزية)
- لو لين على موقع اللجنة الأولمبية الصينية (الإنجليزية)